# Mauro Chiabrando
Mauro Chiabrando (ur. 29 marca 1932 w Pinerolo, zm. 25 grudnia 2016 tamże) – włoski polityk i samorządowiec, poseł do Parlamentu Europejskiego II i III kadencji.

## Życiorys
Z wykształcenia technik rolnik i geometra. Był wieloletnim działaczem Chrześcijańskiej Demokracji, pełnił funkcję sekretarza DC w prowincji Turyn. Zasiadał w radzie regionalnej Piemontu. Od 1970 do 1975 we władzach tego regionu zajmował stanowisko asesora do spraw rolnictwa.
W latach 1984–1994 sprawował mandat eurodeputowanego II i III kadencji, pełnił funkcję wiceprzewodniczącego Komisji ds. Polityki Regionalnej i Planowania Regionalnego oraz Komisji ds. Rozwoju i Współpracy.